# ماروپایکا
ماروپایکا (به لاتین: Maropaika) یک منطقهٔ مسکونی در ماداگاسکار است که در ایوهیبه (بخش) واقع شده‌است.
 ماروپایکا  ۹٬۰۰۰ نفر جمعیت دارد و ۶۰۳ متر بالاتر از سطح دریا واقع شده‌است.